# روت بای پروم
روت بای پروم (به آلمانی: Roth bei Prüm) یک شهر در آلمان است که در بیتبورگ-پروم واقع شده‌است.